# Mimosa albida
Mimosa albida är en ärtväxtart som beskrevs av Carl Ludwig von Willdenow. Mimosa albida ingår i släktet mimosor, och familjen ärtväxter. IUCN kategoriserar arten globalt som livskraftig.

## Underarter
Arten delas in i följande underarter:
- M. a. aequatoriana
- M. a. albida
- M. a. erratica
- M. a. pochutlensis
- M. a. strigosa
- M. a. willdenowii